# Édouard Brindeau
Pour les articles homonymes, voir Brindeau.
Louis-Paul-Édouard Brindeau est un acteur français né à Paris le 20 décembre 1814 et mort à Paris 10e, 96 rue d'Hauteville, le 9 mars 1882.

## Biographie[3]
Il est le père de Marie Pauline Brindeau (née en 1837 d'un premier mariage), artiste dramatique mariée à Gaspard Luquin, comédien (mort en 1879), puis avec Frédéric Febvre, sociétaire de la Comédie-Française.
Il a ensuite neuf enfants, hors mariage, avec la jeune et belle comédienne Adrienne de Jarny. Certains deviendront des célébrités de leur époque :
- Paul Brindeau de Jarny (1858-1939), ferronnier d'art
- Jeanne Brindeau, actrice de théâtre et de cinéma
- Édouard Brindeau de Jarny (1867-1943), peintre orientaliste

## Théâtre

### Carrière à laComédie-Française
Entrée en 1842
Nommé 263e sociétaire en 1843
Départ en 1854
(source : Base documentaire La Grange sur le site de la Comédie-Française)
- 1842 : Le Dernier marquis de Hippolyte Romand : Robert de Bréhant
- 1842 : Le Portrait vivant de Mélesville et Léon Laya : Raoul d'Estonville
- 1843 : Tartuffe de Molière : Valère
- 1843 : L'Art et le métier de Victor Masselin et Xavier Veyrat : Jacobus
- 1843 : Les Demoiselles de Saint-Cyr d'Alexandre Dumas : le duc d'Anjou
- 1843 : Ève de Léon Gozlan : vicomte de Rosemberg
- 1843 : La Tutrice ou l'Emploi des richesses d'Eugène Scribe et Nicolas-Paul Duport : Léopold
- 1844 : Le Mari à la campagne de Jean-François Bayard et Jules de Wailly : César Poligny
- 1845 : Une soirée à la Bastille d'Adrien Decourcelle : Richelieu
- 1845 : Le Barbier de Séville de Beaumarchais : Almaviva
- 1845 : Une confidence de Charles Potron : le marquis
- 1845 : L'Enseignement mutuel de Charles-Louis-François Desnoyer : Rodolphe
- 1846 : La Fille du Régent d'Alexandre Dumas : Gaston de Chanay
- 1846 : Madame de Tencin de Marc Fournier et Eugène de Mirecourt : Tencin
- 1846 : Don Gusman ou la Journée d'un séducteur d'Adrien Decourcelle : don Gusman
- 1847 : Dom Juan ou le Festin de pierre de Molière : Don Carlos
- 1847 : Un poète de Jules Barbier : Murray
- 1847 : Pour arriver d'Émile Souvestre : Vernois
- 1847 : Un caprice d'Alfred de Musset : Chavigny
- 1848 : Le Puff ou Mensonge et vérité d'Eugène Scribe : Maxence
- 1848 : Le Dernier des Kermor d'Émile Souvestre : de Rostan
- 1848 : Il faut qu'une porte soit ouverte ou fermée d'Alfred de Musset : le comte
- 1848 : La Marquise d'Aubray de Charles Lafont : le vicomte
- 1848 : Il ne faut jurer de rien d'Alfred de Musset : Valentin
- 1848 : Les Portraits d'Adrien Decourcelle et Théodore Barrière : le marquis
- 1849 : L'Amitié des femmes d'Édouard-Joseph-Ennemond Mazères : Bargy
- 1849 : Louison d'Alfred de Musset : le duc
- 1849 : Le Moineau de Lesbie d'Armand Barthet : Piso
- 1849 : Compter sans son hôte d'Augustine Brohan : le marquis
- 1849 : Passe-temps de duchesse de Gaston de Montheau : le comte
- 1849 : Deux hommes ou Un secret du monde d'Adolphe Dumas : Gaston
- 1850 : Le Carrosse du Saint-Sacrement de Prosper Mérimée : le vice-roi
- 1850 : La Queue du chien d'Alcibiade de Léon Gozlan : Nelson
- 1850 : Horace et Lydie de François Ponsard : Horace
- 1850 : Le Chandelier d'Alfred de Musset : Clavaroche
- 1850 : Un mariage sous la Régence de Léon Guillard : Henri de Rion
- 1851 : Les Caprices de Marianne d'Alfred de Musset : Octave
- 1852 : Le Misanthrope de Molière : Alceste
- 1853 : Tartuffe de Molière : Tartuffe

### Hors Comédie-Française
- 1862 : Le Bossu de Paul Féval : Lagardère
- 1865 : Le Mousquetaire du roi d'Anicet Bourgeois et Paul Féval, théâtre de la Gaîté : Pontorson
- 1866 : La Contagion d'Émile Augier, théâtre de l'Odéon
- 1868 : Le Crime de Faverne de Théodore Barrière et Léon Beauvallet, théâtre de l'Ambigu-Comique : Roger de Faverne
- 1870 : Les Pattes de mouche de Victorien Sardou, théâtre du Vaudeville : Prosper
- 1880 : Le Mariage d'Olympe d'Émile Augier, théâtre du Gymnase : Marquis de Puygiron